# Burton Richter
Burton Richter (ur. 22 marca 1931 w Nowym Jorku, zm. 18 lipca 2018 w Stanford) – amerykański fizyk, laureat Nagrody Nobla w dziedzinie fizyki za odkrycie cząstki elementarnej nazwanej J/ψ.

## Życiorys
Studiował na MIT, gdzie uzyskał bakalaureat w 1952 i stopień doktora fizyki w 1956. W latach 1984–1999 był dyrektorem Stanford Linear Accelerator Center (SLAC).
Będąc profesorem Stanford University wybudował – z pomocą Davida Ritsona i przy współudziale U.S. Atomic Energy Commission – akcelerator cząstek nazywany SPEAR (Stanford Positron-Electron Asymmetric Ring). Dzięki niemu udało mu się odkryć cząstkę elementarną, nazwana „cząstką psi”, J/ψ (dzisiaj nazywaną czarmonium, kwarkonium powabne). Za jej odkrycie otrzymał w roku 1976 Nagrodę Nobla, wspólnie z Samuelem C.C. Tingiem, który niezależnie dokonał tego samego odkrycia.
W następnych latach Burton Richter kontynuował pracę naukową; jest autorem ponad 300 publikacji, został uhonorowany licznymi nagrodami i tytułami honorowymi, był członkiem licznych towarzystw naukowych i innych, m.in. członkiem komisji doradców Scientists and Engineers for America, organizacji której celem jest promowanie nauki w amerykańskim rządzie.
Laureat Nagrody Enrica Fermiego.